# Francisco Lopes da Cruz
Francisco Xavier Lopes da Cruz (Maubara, Timor Português, 2 de dezembro de 1941) é um embaixador indonésio. Foi um partidário da integração de Timor-Leste na Indonésia e vice-governador de Timor-Leste pouco tempo depois da invasão, em Dezembro de 1975.

## Biografia
Licenciou-se em Filosofia na Universidade de Macau e recebeu formação militar em Moçambique, integrado no exército português.
Em Díli, foi um dos fundadores da União Democrática Timorense (UDT), em 1974, um dos primeiros partidos timorenses. Defendeu sempre a integração de Timor-Leste na Indonésia e tornou-se cidadão deste país.
Lopes da Cruz trabalhou com os últimos cinco presidentes indonésios e foi conselheiro especial do presidente Suharto para Timor-Leste. No referendo de 1999, ele apoiou a continuidade da integração de Timor.
Foi embaixador em Atenas (2000-2003) e até 2008 desempenhou as funções de embaixador da Indonésia em Portugal.